# NGC 5617
NGC 5617 (również OCL 919 lub ESO 134-SC4) – gromada otwarta znajdująca się w gwiazdozbiorze Centaura. Odkrył ją James Dunlop 8 maja 1826 roku. Jest położona w odległości ok. 6,5 tys. lat świetlnych od Słońca.